# Sterling Bose
Sterling Belmont Bose (Florence, Alabama, 23 februari 1906 – St. Petersburg, Florida, juni 1958) was een Amerikaans trompettist in de hotjazz en de swing. Zijn stijl was zwaar beïnvloed door die van Bix Beiderbecke.
Bose begon zijn loopbaan in New Orleans (bij Tom Brown), in 1923 ging hij naar St. Louis. Hij werkte bij de Crescent City Jazzers en de Arcadian Serenaders en speelde vanaf 1927 in de groep van Jean Goldkette. Hij speelde in de jaren 30 bij Ben Pollack (1930-1933), Joe Haymes (1934-1935) en Ray Noble (1936). Met Vic Berton en Red McKenzie nam hij platen op. Zijn doorbraak als trompettist kwam in de tweede helft van de jaren 30: hij speelde in het orkest van Tommy Dorsey (1935/36), bij Glenn Miller (1937), Bob Crosby (1937-1939) en Benny Goodman (1936). Hij is als solist te horen in I'm Praying Humble en Song of the Wanderer in Crosby's orkest en in Loopin' the Loop met de Bob Cats (1938/39). Hij werkte in de orkesten van Bob Zurke en Jack Teagarden, speelde in jazzclub "Nick's" in New York, trad met Eddie Condon op tijdens concerten en werkte verder met onder meer George Brunies, Art Hodes en Miff Mole. Bose nam platen op met Bobby Hackett, Johnny Mercer, Hot Lips Page en Rod Cless (1944). Vanaf 1948 woonde en werkte hij (met eigen bands) in Florida. Gezondheidsproblemen brachten hem er in 1958 toe een punt achter zijn leven te zetten.